# Gesnes
Gesnes és un municipi francès situat al departament de Mayenne i a la regió de País del Loira. L'any 2007 tenia 213 habitants.

## Demografia

### Població
El 2007 la població de fet de Gesnes era de 213 persones. Hi havia 74 famílies de les quals 8 eren unipersonals (4 homes vivint sols i 4 dones vivint soles), 31 parelles sense fills i 35 parelles amb fills.
La població ha evolucionat segons el següent gràfic:
Habitants censats

### Habitatges
El 2007 hi havia 95 habitatges, 74 eren l'habitatge principal de la família, 14 eren segones residències i 6 estaven desocupats. Tots els 94 habitatges eren cases. Dels 74 habitatges principals, 58 estaven ocupats pels seus propietaris i 17 estaven llogats i ocupats pels llogaters; 3 tenien dues cambres, 5 en tenien tres, 12 en tenien quatre i 55 en tenien cinc o més. 55 habitatges disposaven pel capbaix d'una plaça de pàrquing. A 21 habitatges hi havia un automòbil i a 49 n'hi havia dos o més.

### Piràmide de població
La piràmide de població per edats i sexe el 2009 era:
| Homes | Edats   | Dones |
| ----- | ------- | ----- |
| 0     | 95 o +  | 0     |
| 0     | 90 a 94 | 0     |
| 0     | 85 a 89 | 0     |
| 0     | 80 a 84 | 4     |
| 0     | 75 a 79 | 0     |
| 0     | 70 a 74 | 0     |
| 4     | 65 a 69 | 0     |
| 4     | 60 a 64 | 4     |
| 4     | 55 a 59 | 4     |
| 12    | 50 a 54 | 8     |
| 8     | 45 a 49 | 8     |
| 8     | 40 a 44 | 8     |
| 0     | 35 a 39 | 4     |
| 8     | 30 a 34 | 8     |
| 12    | 25 a 29 | 20    |
| 4     | 20 a 24 | 0     |
| 8     | 15 a 19 | 12    |
| 4     | 10 a 14 | 0     |
| 0     | 5 a 9   | 4     |
| 12    | 0 a 4   | 8     |

## Economia
El 2007 la població en edat de treballar era de 143 persones, 112 eren actives i 31 eren inactives. De les 112 persones actives 106 estaven ocupades (56 homes i 50 dones) i 6 estaven aturades (3 homes i 3 dones). De les 31 persones inactives 12 estaven jubilades, 13 estaven estudiant i 6 estaven classificades com a «altres inactius».

### Ingressos
El 2009 a Gesnes hi havia 77 unitats fiscals que integraven 223 persones, la mediana anual d'ingressos fiscals per persona era de 16.455 €.

### Activitats econòmiques
Dels 5 establiments que hi havia el 2007, 1 era d'una empresa de fabricació d'altres productes industrials, 1 d'una empresa de construcció, 2 d'empreses de serveis i 1 d'una empresa classificada com a «altres activitats de serveis».
L'únic servei als particulars que hi havia el 2009 era una fusteria.
L'any 2000 a Gesnes hi havia 22 explotacions agrícoles que ocupaven un total de 900 hectàrees.

## Poblacions més properes
El següent diagrama mostra les poblacions més properes.